# Улица Бехтерева (Казань)
Улица Бехтерева (тат. Бехтерев урамы) — небольшая улица в Вахитовском районе Казани. Названа в честь психоневролога и общественного деятеля Владимира Бехтерева (1857—1927).

## География
Пересекается со следующими улицами:
- улица Япеева
- улица Зои Космодемьянской
- Улица Карла Фукса (Казань)

Ближайшие параллельные улицы: Большая Красная и Нагорная.

## История
Возникла не позднее 1-й половины XIX века. До революции 1917 года носила название Малая Казанская улица и относилась к 1-й полицейской части; название, вероятно, было дано по находившемуся невдалеке Казанскому Богородицкому монастырю. Современное название было присвоено не позднее 1939 года.
В первые годы советской власти административно относилась к 1-й части города; после введения в городе административных районов относилась к Бауманскому (до 1994 года) и Вахитовскому (с 1994 года) районам.

## Примечательные объекты
- №2/8 — жилой дом Татпроекта (арх. Махмут Игламов[тат.], 1950 г.).[18]
- №3 ― дом Аристовой (снесён).
- № 5/2 — дом Дружининой[тат.] [19].
- № 6/11 — здание женского духовного училища. Во время немецко-советской войны в здании располагался эвакуационный госпиталь № 4493.[20][21]
- №9 — дом Урванцова (арх. Александр Ломан, 1845 г., снесён).[22]
- №11 — усадьба Андреева (2-я половина XIX в., снесён).[22]

## Известные жители
В разное время на улице проживали церковный историк Павел Лапин, историк и этнограф Иван Смирнов, тюрколог и исследователь чувашского языка Василий Егоров, актёр Халил Абжалилов, герой Советского Союза Алексей Исаев.